# MG 4
MG 4 – elektryczny samochód osobowy klasy kompaktowej produkowany pod brytyjsko-chińską marką MG od 2022 roku.

## Historia i opis modelu

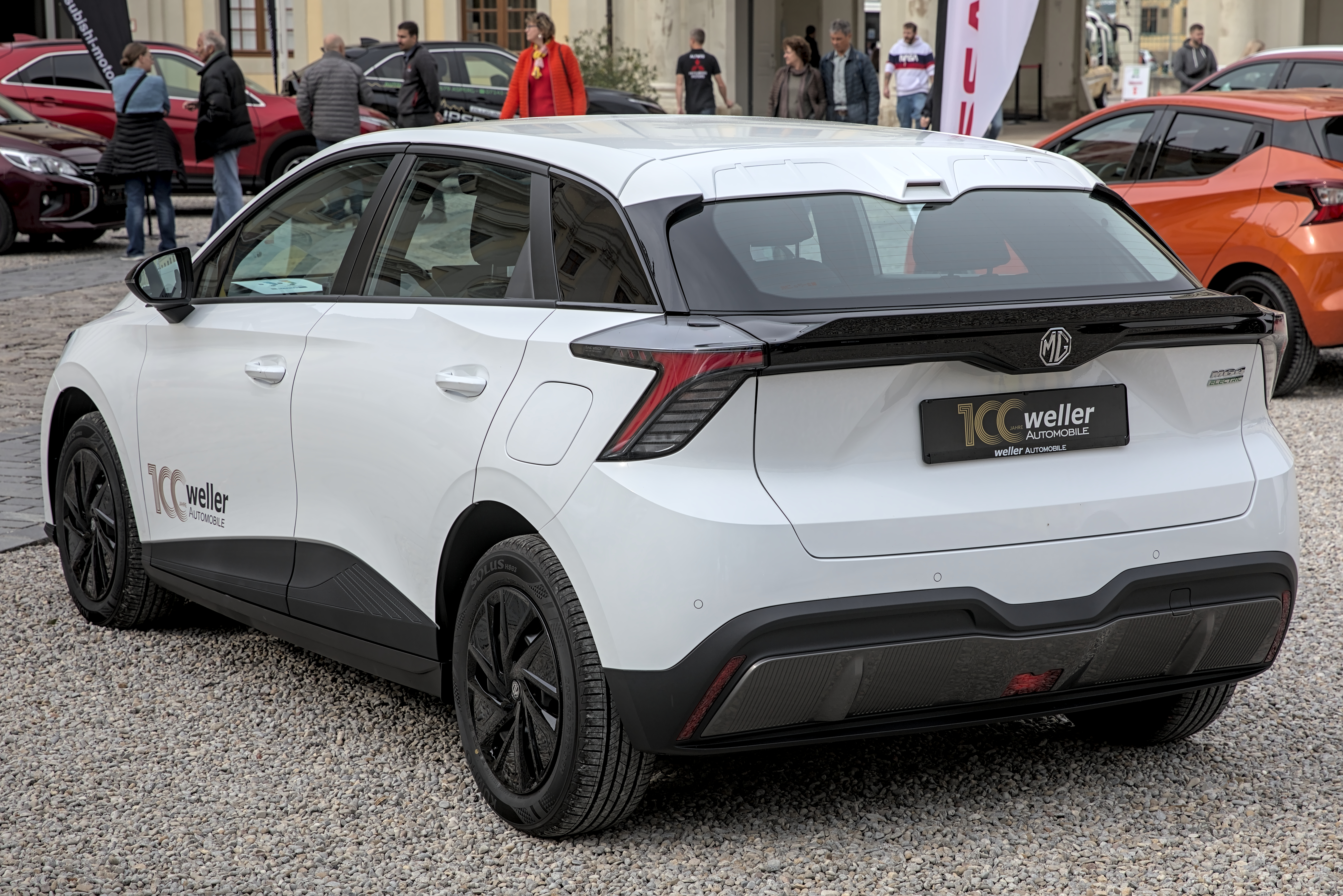
europejskie MG 4 - tył

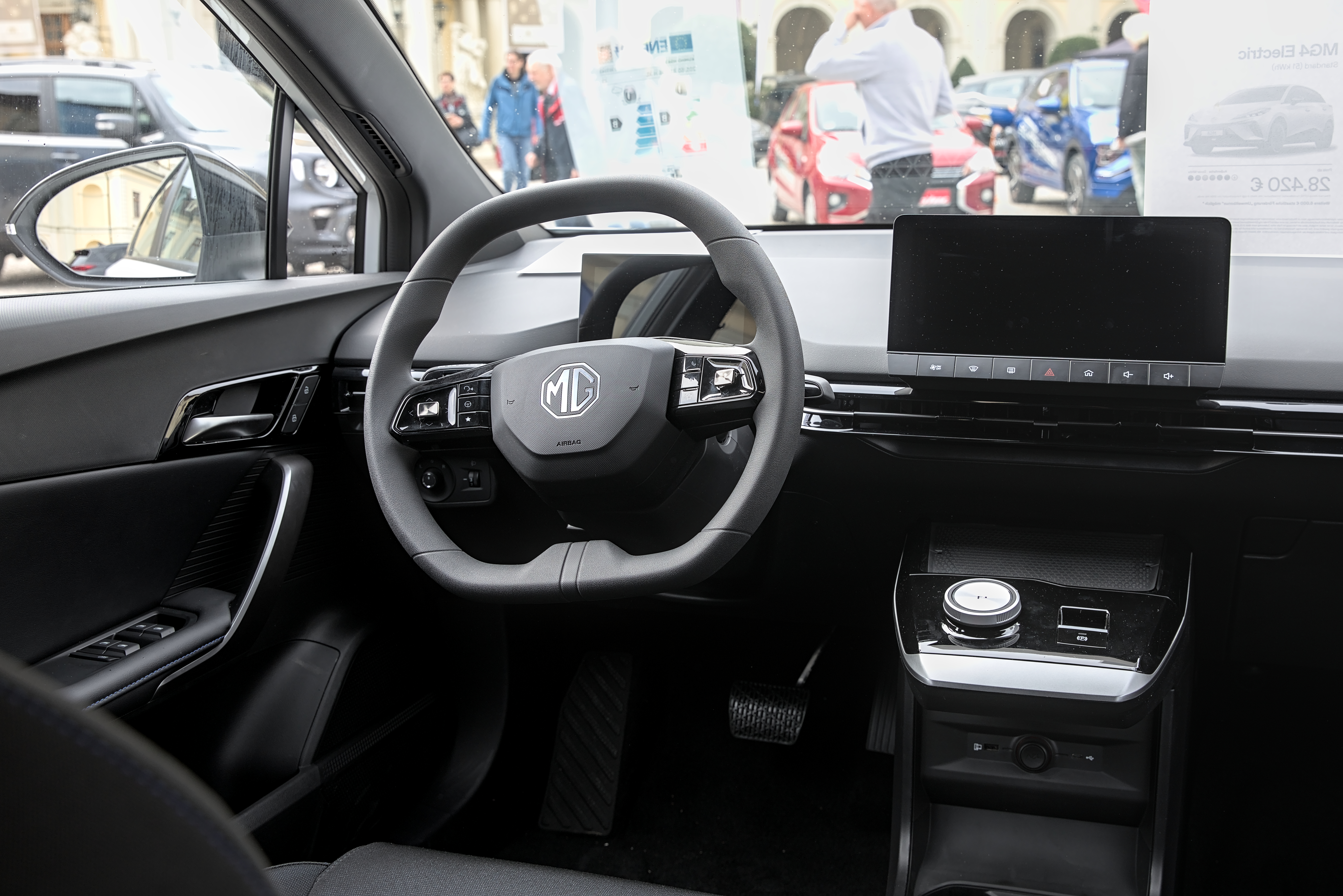
MG 4 - kokpit

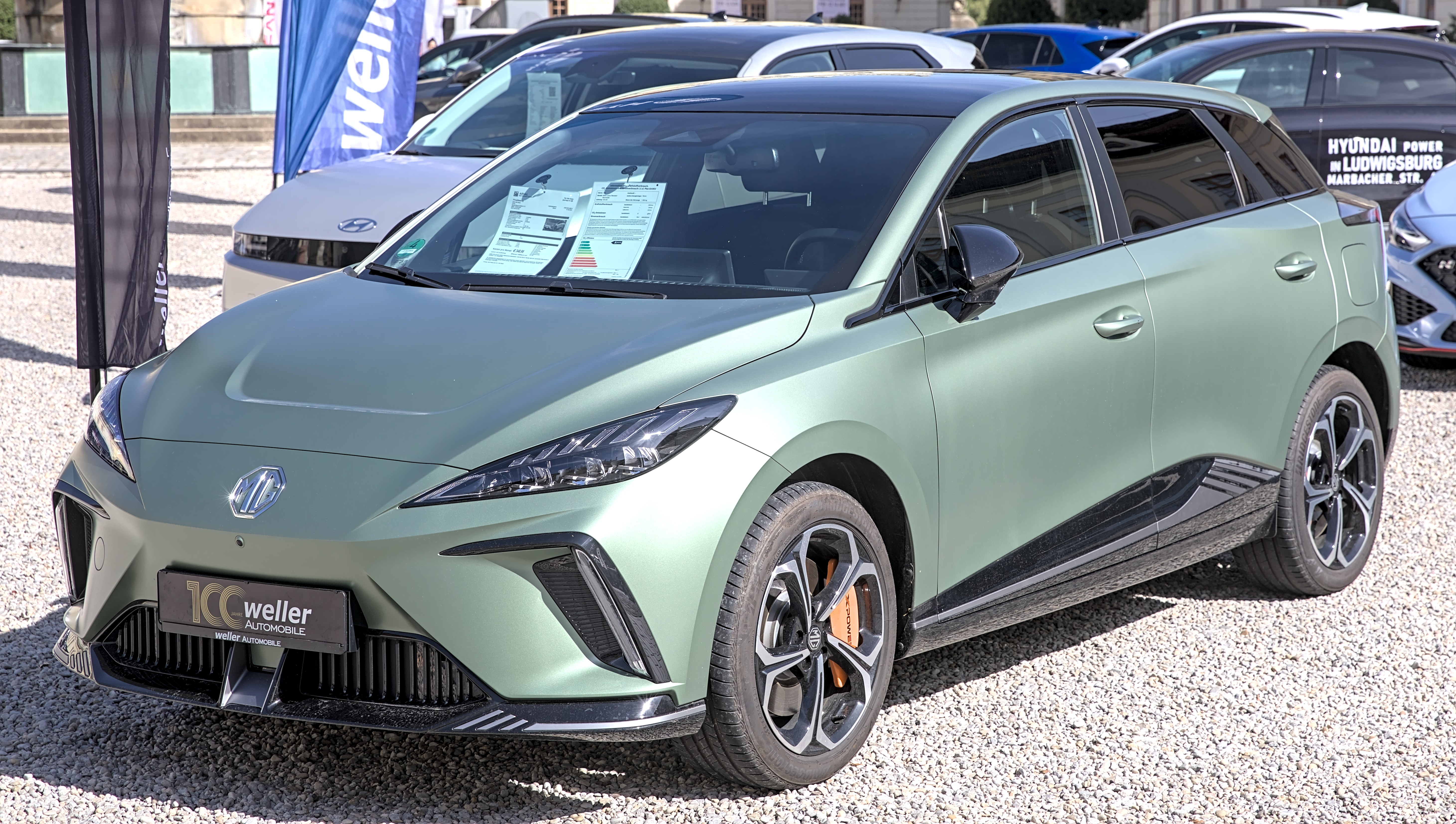
MG 4 XPower

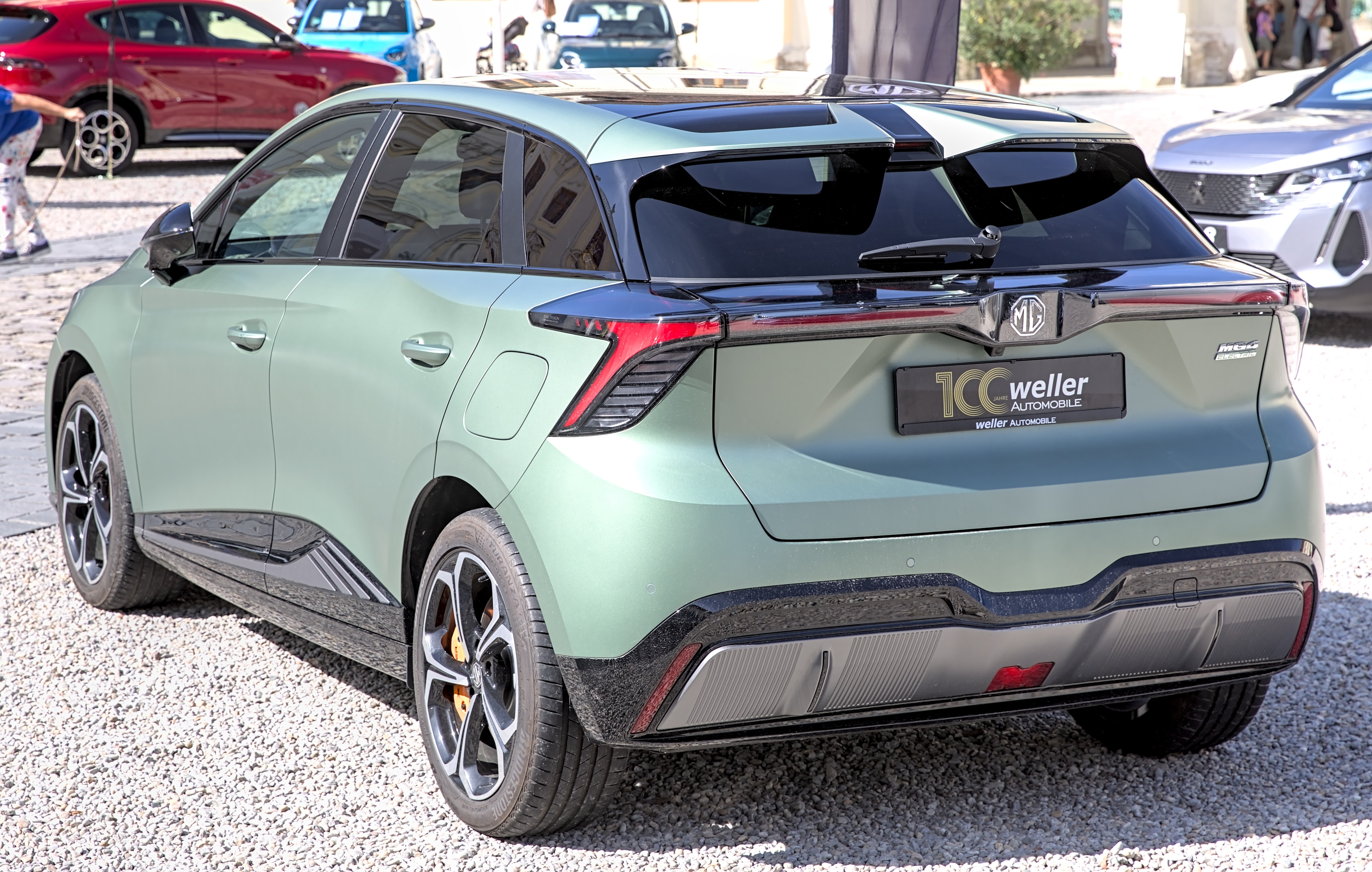
MG 4 XPower - tył

W lutym 2022 MG rozpoczęło zaawansowaną fazę testów modelu elektrycznego nowej generacji o roboczej nazwie MG CyberE, którego zamaskowane egzemplarze stotografowano na Węgrzech. Kompaktowy hatchback powstał specjalnie z myślą o rynku europejskim, stanowiąc odpowiedź na jeden z kluczowych samochodów elektrycznych w tym regionie - model Volkswagen ID.3. Oficjalna premiera samochodu odbyła się jednak najpierw na rynku chińskim, gdzie w połowie czerwca 2022 przedstawiono pierwsze fotografie oraz specyfikację techniczną.
Stylizacja pojazdu zyskała liczne ostre linie i przetłoczenia, ze szpiczastym przodem, agresywnie ukształtowanymi reflektorami i charakterystyczną świetlną blendą, która ciągnie się przez całą szerokość tylnej części nadwozia. Samochód nie posiada spalinowego odpowiednika w gamie, dlatego pozbawiono go atrapy chłodnicy. Innymi charakterystycznymi detalami MG 4 został opcjonalny, w pełni panoramiczny szklany dach, a także dwuczęściowy tylny spojler. Kabina pasażerska o minimalistycznym projekcie łączy dwa wyświetlacze: mniejszy zamiast zegarów i większy, centralny z dostępem do systemu multimedialnego. Pokrętło do zmiany trybów jazdy umieszczono na półeczce, a tunel środkowi wygospodarował dużo przestrzeni z racji elektrycznego napędu.
Kompaktowy hatchback MG powstał w oparciu o nową, modułową platformę Nebula przystosowaną do w pełni elektrycznych układów napędowych, która pozwala połączyć przestronne nadwozie ze zwrotnością w warunkach miejskiej jazdy. MG 4 charakteryzuje się promieniem skrętu wynoszącym 5,3 metra oraz nisko umieszczonym środkiem ciężkości przy 490 mm. Architektura opracowana przez koncern SAIC pozwoliła też na sprostanie restrykcyjnym europejskim normom bezpieczeństwa, przez co MG 4 zdobyło 5 z 5 możliwych gwiazdek w testach zderzeniowych Euro-NCAP.

### 4 XPower
W czerwcu 2023 zaprezentowana została usportowiona odmiana sygnowana stosowaną już przez dawne brytyjskie MG Cars nazwą XPower. Samochód zyskał rozbudowany przedni zderzak z większym dyfuzorem, nakładki na progi, większy dyfuzor w tylnej części nadwozia oraz 18-calowe aluminiowe alufelgi ze sportowym ogumieniem i pomarańczowymi zaciskami hamulców. Układ napędowy składający się z dwóch silników rozwinął moc 429 KM i 600 Nm maksymalnego momentu obrotowego. Parametry te pozwalają rozpędzić samochód do 100 km/h w 3,8 sekundy, a sportowe właściwości drogowe zapewniać ma obniżone i usztywnione o 25% zawieszenie.

### Sprzedaż
MG 4 to samochód o globalnym zasięgu rynkowym, za priorytet obierając region Europy Zachodniej i wiążąc z nim ambitne plany sprzedażowe. W pierwszej kolejności sprzedaż elektrycznego hatchbacka rozpoczęła się jednak w rodzimych Chinach, gdzie podczas pierwszego roku produkcji nosił on inną nazwę MG Mulan, w 2023 jednak adaptując globalny emblemat. W momencie debiutu cennik na rodzimym rynku otwierało 78 880 juanów za podstawowy wariant. Cena samochodu na rynku brytyjskim rozpoczęła się w momencie debiutu od pułapu 25 tysięcy funtów, ze sprzedażą uruchomioną we wrześniu 2022. Na przełomie 2022 i 2023 roku zasięg rynkowy poszerzono także o kraje Azji Wschodniej jak Tajlandia, Indonezja czy Filipiny, z kolei w 2023 roku brytyjsko-chińska firma zwiększyła swoją obecność w Europie Środkowo-Wschodniej. W marcu tego roku samochód zadebiutował w Chorwacji, w czerwcu w Czechach, a w listopadzie - w Polsce, z ceną 125 200 zł za podstawowy wariant będąc jednym z najtańszych samochodów elektrycznych w kraju.

### Dane techniczne
| Wariant        | Początek sprzedaży | Typ baterii | Pojemność baterii | Zasięg (WLTP) | Moc maksymalna | Maksymalny moment obrotowy | 0-100 km/h | V-max    | Rodzaj napędu |
| -------------- | ------------------ | ----------- | ----------------- | ------------- | -------------- | -------------------------- | ---------- | -------- | ------------- |
| Standard Range | Wrzesień 2022      | LFP         | 51 kWh            | 351 km        | 168 KM         | 250 Nm                     | 7,7 s      | 160 km/h | RWD           |
| Long Range     | Wrzesień 2022      | NMC         | 64 kWh            | 435 km        | 201 KM         | 250 Nm                     | 7,9 s      | 160 km/h | RWD           |
| Extended Range | Sierpień 2023      | NMC         | 77 kWh            | 520 km        | 241 KM         | 350 Nm                     | 6.5 s      | 180 km/h | RWD           |
| XPower         | Sierpień 2023      | NMC         | 64 kWh            | 385 km        | 429 KM         | 600 Nm                     | 3.8 s      | 200 km/h | AWD           |